# Инцидент с A380 над Батамом
Инцидент с A380 над Батамом — авиационная авария, произошедшая 4 ноября 2010 года. Авиалайнер Airbus A380-842 авиакомпании Qantas выполнял плановый межконтинентальный рейс QF32 по маршруту Лондон—Сингапур—Сидней, но через 5 минут после вылета из Сингапура у него внезапно взорвался двигатель №2 на левом крыле (его обломки рухнули на индонезийский остров Батам, над которым пролетал самолёт). Экипаж развернул самолёт обратно в аэропорт вылета, где тот благополучно приземлился. Никто из находившихся на его борту 469 человек (440 пассажиров и 29 членов экипажа) не погиб и не пострадал.
Инцидент с рейсом 032 стал первым происшествием в истории самолёта Airbus A380.

## Самолёт
Airbus A380-842 (регистрационный номер VH-OQA, серийный 014) был выпущен в 2008 году (первый полёт совершил 25 января под тестовым б/н F-WWSK). 19 сентября того же года был передан авиакомпании Qantas, в которой получил бортовой номер VH-OQA и имя Nancy-Bird Walton. Оснащён четырьмя двухконтурными турбовентиляторными двигателями Rolls Royce Trent 972-84. На день инцидента совершил 1843 цикла «взлет-посадка» и налетал 8533 часа.

## Экипаж
Самолётом управлял очень опытный экипаж, состав которого был таким:
- Командир воздушного судна (КВС) — 53-летний Ричард Ч. де Креспиньи (англ. Richard C. de Crespigny). Очень опытный пилот, проработал в авиакомпании Qantas 24 года (с 1986 года). Управлял самолётами Boeing 747, Boeing 747-400 и Airbus A330. В должности командира Airbus A380 — с 11 апреля 2008 года. Налетал свыше 15 140 часов, свыше 570 из них на Airbus A380.
- Второй пилот — Мэттью Хикс (англ. Matthew Hicks). Очень опытный пилот, проработал в авиакомпании Qantas 14 лет (с 1996 года). Управлял самолётами Boeing 747, Boeing 767, Airbus A330 и Airbus A340. В должности второго пилота Airbus A380 — с 29 августа 2008 года. Налетал 11 279 часов, 1271 из них на Airbus A380.
- Сменный второй пилот — Марк Джонсон (англ. Mark Johnson). Опытный пилот, проработал в авиакомпании Qantas 6 лет (с 2004 года). Управлял самолётом Boeing 747. В должности второго пилота Airbus A380 — с 15 февраля 2009 года. Налетал 8153 часа, 1005 из них на Airbus A380.
- КВС-инструктор — Гарри Уаббен (англ. Harry Wubben). Очень опытный пилот, проработал в авиакомпании Qantas 26 лет (с 1984 года). Управлял самолётами Boeing 747, Boeing 747-400 и Boeing 767. В должности командира Airbus A380 — с 1 марта 2009 года. Налетал 20 144 часа, 806 из них на Airbus A380.
- КВС-инструктор — Дэвид Эванс (англ. David Evans). Очень опытный пилот, проработал в авиакомпании Qantas 26 лет (с 1984 года). Управлял самолётами Boeing 747, Boeing 747-400, Boeing 767 и Airbus A330. В должности командира Airbus A380 — с 27 июня 2008 года. Налетал 17 692 часа, 1345 из них на Airbus A380.

В салонах самолёта работали 24 бортпроводника.

## Хронология событий

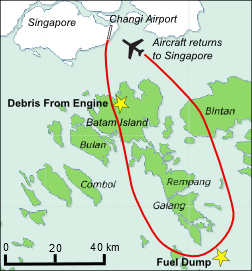
Схема полёта рейса 032

Рейс QF32 вылетел из Сингапура в 09:56 SST (первая часть маршрута (Лондон—Сингапур) прошла без происшествий), на его борту находились 29 членов экипажа и 440 пассажиров.
Через 5 минут после вылета (в 10:01) произошёл взрыв двигателя №2 (левый внутренний) и его обломки пробили часть крыла и повредили топливную систему, что вызвало утечку авиатоплива и его возгорание; также была повреждена одна гидравлическая система, что вызвало у пилотов трудности с управлением закрылками на левом крыле и двигателем №1. Вскоре экипаж понял, что не может управлять самолётом, и вошёл в зону ожидания возле аэропорта Сингапура, оценивая повреждения. Первая оценка всех повреждений заняла около 50 минут, затем второй пилот и один из КВС-инструкторов внесли данные о повреждениях в бортовой компьютер, чтобы высчитать, хватит ли им длины ВПП аэропорта Чанги, учитывая повреждения и массу лайнера, превышавшую максимальную посадочную массу на 50 тонн. Длины ВПП должно было хватить, и, согласно вычислениям, лайнер должен был остановиться примерно за 100 метров до окончания полосы.
Около 11:30 экипаж выпустил шасси, которые закрепились в выпущенном положении благодаря гравитации и встречному ветру, и начал заход на посадку. В 11:45 SST рейс QF32 приземлился в аэропорту Чанги; посадка осуществлялась на скорости, превышавшей обычную посадочную скорость на 65 км/ч, в результате чего лопнули 4 покрышки шасси. Пилоты максимально применяли реверсы тяги и лайнер смог остановиться в пределах ВПП, но авиатопливо продолжало вытекать из повреждённой топливной системы и оно капало в опасной близости с сильно нагревшимися от посадки стойками шасси; также пилоты не имели возможность отключить двигатель №1 и для его отключения аварийным бригадам аэропорта Чанги пришлось поливать его из шланга.
Изначально пилоты считали, что стоит начать эвакуацию пассажиров сразу после приземления, но потом решили начать её только после того, как аварийные бригады закончат тушение самолёта. Бортпроводники уже были готовы открыть аварийные двери, но этого не понадобилось — через некоторое время все пассажиры и экипаж покинули самолёт с помощью обычного трапа. Никто из находившихся на его борту 469 человек не погиб и не пострадал.
Обломки двигателя №2 упали в окрестностях индонезийского острова Батам (на несколько домов, школу и автомобиль), но погибших и раненых на земле также не было.

## Расследование
Расследование причин аварии рейса QF32 проводило Австралийское бюро безопасности на транспорте (ATSB) при участии французского Бюро по расследованию и анализу безопасности гражданской авиации (BEA).

## Дальнейшая судьба самолёта
Airbus A380-842 борт VH-OQA после аварии был поставлен на хранение до 22 апреля 2012 года. После ремонта и замены взорвавшегося двигателя №2 лайнер был возвращён в эксплуатацию, и на сегодняшний день продолжает службу.

## Культурные аспекты
Авария рейса 032 Qantas показана в 13 сезоне канадского документального телесериала Расследования авиакатастроф в серии Небесный «Титаник».